# یاماموتو ۲۲۴۹
سیارک ۲۲۴۹ (به انگلیسی: 2249 Yamamoto، نامگذاری:1942GA) دو هزار و دویست و چهل و نهمین سیارک کشف شده‌است که در ۶ آوریل ۱۹۴۲ و در هایدلبرگ کشف شد.
قدر مطلق سیارک برابر ۱۱٫۰۰ است.